# The Great St Trinian's Train Robbery
The Great St Trinian's Train Robbery är en brittisk komedifilm från 1966 i regi av Frank Launder och Sidney Gilliat.
Filmen baseras på Ronald Searles skämtteckningar om St Trinian's School. Det är den fjärde och sista filmen om flickskolan St Trinian's.

## Handling
I den fjärde filmen konfronterar ökända flickorna från St Trinian's ett gäng skurkar som försöker hämta ett undangömt byte.

## Rollista i urval
- Frankie Howerd - Alfred Askett
- Dora Bryan - Amber Spottiswood
- George Cole - Flash Harry
- Raymond Huntley	Sir Horace
- Richard Wattis - Manton Bassett
- Terry Scott - polisen
- Eric Barker - Culpepper Brown
- Colin Gordon - Noakes
- Cyril Chamberlain - Maxie
- Larry Martyn - Chips
- Peter Gilmore - Butters
- Margaret Nolan - Susie Naphill